# 豳州
豳州（ひんしゅう）は、中国にかつて存在した州。南北朝時代から唐代にかけて、現在の陝西省咸陽市北部に設置された。唐代に豳州から改名された邠州（ひんしゅう）についても合わせて解説する。

## 魏晋南北朝時代
548年（大統14年）、西魏により設置された南豳州を前身とする。554年（廃帝3年）、南豳州は豳州と改称された。

## 隋代
隋初には、豳州は新平郡とその属県の白土・三水・永寿の3県を管轄した。583年（開皇3年）、隋が郡制を廃すると、新平郡は廃止された。606年（大業2年）、豳州は廃止され、その管轄区域は寧州に移管された。607年（大業3年）に州が廃止されて郡が置かれると、寧州は北地郡と改称された。618年（義寧2年）、北地郡の新平県と三水県が分割され、新平郡が立てられた。

## 唐代
同年（武徳元年）、唐により新平郡は豳州と改められた。725年（開元13年）、豳州は邠州と改称された。742年（天宝元年）、邠州は新平郡と改称された。758年（乾元元年）、新平郡は邠州の称にもどされた。邠州は関内道に属し、新平・三水・永寿・宜禄の4県を管轄した。

## 宋代
北宋のとき、邠州は永興軍路に属し、新平・淳化・宜禄・三水の4県を管轄した。1117年（政和7年）、寧州の定平県は邠州に移管された。
金のとき、邠州は慶原路に属し、新平・淳化・宜禄・三水・永寿の5県と亭口・清泉・永寿の3鎮と常寧寨を管轄した。

## 元代
元のとき、邠州は陝西等処行中書省に属し、新平・淳化の2県を管轄した。

## 明代以降
明のとき、邠州は西安府に属し、淳化・三水・長武の3県を管轄した。
1725年（雍正3年）、清により邠州は直隷州に昇格した。邠州直隷州は陝西省に属し、淳化・三水・長武の3県を管轄した。
1912年、中華民国により邠州直隷州は廃止され、邠県と改められた。